# Pieter de Moor

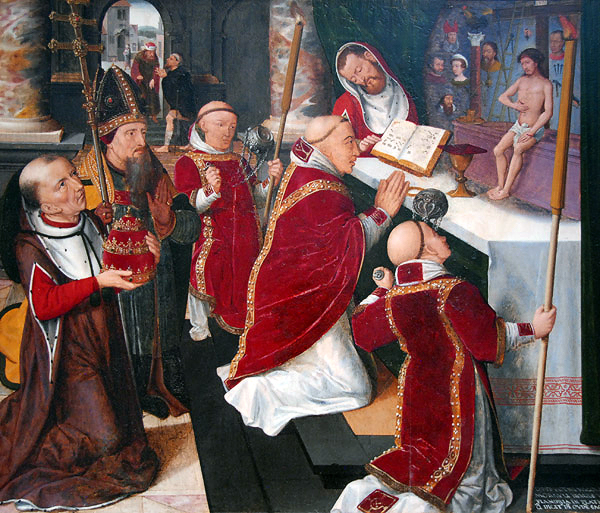
Petrus Nicolai Moraulus: Misa de San Gregorio, Houston, Museo de Bellas Artes

Pieter de Moor fue un pintor flamenco de existencia y obra controvertidas, nacido en Diksmuide o Dixmuda, Flandes, antes de 1469. Admitido en el gremio de pintores y guarnicioneros de Brujas el 18 de febrero de 1500, murió allí en 1507. 
Se le han atribuido las tablas del retablo de San Bartolomé de la iglesia de Santa María del Puerto en Santoña (España). Formado por seis tablas fechadas en 1561, las que representan a San Jerónimo y San Sebastián están firmadas con la inscripción Opus Petri Nicolai Morauli de modo semejante a como se encuentra la firma en la tabla de la Misa de san Gregorio de Houston, Fundación Sarah Campbell Blaffer. Pintor con residencia en Brujas, Flandes, en la calle llamada De Oude Zak como hacía constar en la firma de una de las tablas de Santoña, ha sido identificado con el Pieter de Moor, del que nada se conserva fuera de esos escasos datos biográficos, o, con mayor probabilidad, aun subsistiendo dudas, con Pieter Claeissens I o el Viejo (Claeissens significa de Nicolás), cabeza de una dinastía de artistas nacido hacia 1499 y fallecido en 1576, del que se conserva un retrato posiblemente autógrafo en Oslo, Nasjonalgalleriet.